# Cleora arcuata
Cleora arcuata är en fjärilsart som beskrevs av Fletcher 1953. Cleora arcuata ingår i släktet Cleora och familjen mätare. Inga underarter finns listade i Catalogue of Life.